# Comté de Lee (Géorgie)
Pour les articles homonymes, voir Comté de Lee.
Le comté de Lee est un comté de Géorgie, aux États-Unis.

## Démographie
| 1830  | 1840  | 1850  | 1860  | 1870  | 1880   |
| ----- | ----- | ----- | ----- | ----- | ------ |
| 1 680 | 4 520 | 6 660 | 7 196 | 9 567 | 10 577 |

| 1890  | 1900   | 1910   | 1920   | 1930  | 1940  |
| ----- | ------ | ------ | ------ | ----- | ----- |
| 9 074 | 10 344 | 11 679 | 10 904 | 8 328 | 7 837 |

| 1950  | 1960  | 1970  | 1980   | 1990   | 2000   |
| ----- | ----- | ----- | ------ | ------ | ------ |
| 6 674 | 6 204 | 7 044 | 11 684 | 16 250 | 24 757 |

| 2010   | - | - | - | - | - |
| ------ | - | - | - | - | - |
| 28 298 | - | - | - | - | - |